# Dala-Tidningen
Dala-Tidningen var en vecko- senare dagstidning utgiven i Falun 1918–1966.
Dala-Tidningen, som var liberalt frikyrklig, sköttes från 1926 av Rudolf Bengtsson. Han kom senare att bli ägare till tidningen och Dalarnes Tidnings- och Boktryckeri AB och Falu Kuriren.